# Euriphene albopunctata
Euriphene albopunctata är en fjärilsart som beskrevs av Aurivillius 1898. Euriphene albopunctata ingår i släktet Euriphene och familjen praktfjärilar. Inga underarter finns listade i Catalogue of Life.